# Kerouac (cratère)
Pour les articles homonymes, voir Kerouac.
Kerouac est un cratère situé sur la planète Mercure. Il est nommé d'après le poète et écrivain américain Jack Kerouac (1922-1969).